# Tour du Qatar féminin 2009
Le Tour du Qatar féminin 2009 est la première édition du Tour du Qatar féminin. La compétition s'est déroulée du 8 au 10 février 2009 sur un parcours total de 313 kilomètres. La course qui ouvre le calendrier international féminin UCI 2009 est remportée par la Néerlandaise Kirsten Wild.

## Les équipes
| Code | Équipe                         |
| ---- | ------------------------------ |
| TCW  | Team Columbia Women            |
| RLT  | Cervélo TestTeam Women         |
| NUR  | Equipe Nürnberger Versicherung |
| LNL  | Team Leontien.nl               |
| FLX  | Team Flexpoint                 |
| BCT  | Bigla Cycling Team             |
| MSI  | Selle Italia Ghezzi            |
| GPC  | Giant Pro Cycling              |

| Code | Équipe               |
| ---- | -------------------- |
| LBL  | Lotto-Belisol Ladies |
| USA  | Équipe nationale     |
| AUS  | Équipe nationale     |
| ITA  | Équipe nationale     |
| FRA  | Équipe nationale     |
| RSA  | Équipe nationale     |
| JPN  | Équipe nationale     |

## Les étapes
| #   | Date       | Parcours                                       | km  | Vainqueur d'étape | Leadeur du général |
| --- | ---------- | ---------------------------------------------- | --- | ----------------- | ------------------ |
| 1re | 8 février  | Musée d'Art Islamique de Doha > Doha Shafallah | 94  | Giorgia Bronzini  | Giorgia Bronzini   |
| 2e  | 9 février  | Qatar Foundation > Oryx Farm                   | 110 | Eva Lutz          | Kirsten Wild       |
| 3e  | 10 février | Camel Race Track > Al Khor Corniche            | 109 | Giorgia Bronzini  | Kirsten Wild       |

## Résultats des étapes

### 1reétape
- 8 février : Musée d'Art Islamique de Doha > Doha Shafallah – 94 km

| # | Coureuse         | Équipe | Temps              |
| - | ---------------- | ------ | ------------------ |
| 1 | Giorgia Bronzini | ITA    | en 2 h 26 min 21 s |
| 2 | Kirsten Wild     | CWT    | m.t.               |
| 3 | Ellen van Dijk   | TCW    | m.t.               |

| # | Coureuse         | Équipe | Temps              |
| - | ---------------- | ------ | ------------------ |
| 1 | Giorgia Bronzini | ITA    | en 2 h 26 min 21 s |
| 2 | Kirsten Wild     | CWT    | m.t.               |
| 3 | Ellen van Dijk   | TCW    | + 8 s              |

### 2eétape
- 9 février : Qatar Foundation > Oryx Farm dash; 110 km

| # | Coureuse            | Équipe | Temps              |
| - | ------------------- | ------ | ------------------ |
| 1 | Eva Lutz            | NUR    | en 2 h 49 min 56 s |
| 2 | Veronica Andreasson | BCT    | m.t.               |
| 3 | Rochelle Gilmore    | LBL    | + 14 s             |

| # | Coureuse         | Équipe | Temps              |
| - | ---------------- | ------ | ------------------ |
| 1 | Kirsten Wild     | CWT    | en 5 h 16 min 13 s |
| 2 | Giorgia Bronzini | ITA    | + 6 s              |
| 3 | Ellen van Dijk   | TCW    | + 14 s             |

### 3eétape
- 10 février : Camel Race Track > Al Khor Corniche – 109 km

| # | Coureuse         | Équipe | Temps              |
| - | ---------------- | ------ | ------------------ |
| 1 | Giorgia Bronzini | ITA    | en 2 h 40 min 18 s |
| 2 | Rochelle Gilmore | LBL    | m.t.               |
| 3 | Kirsten Wild     | CWT    | m.t.               |

| # | Coureuse         | Équipe | Temps              |
| - | ---------------- | ------ | ------------------ |
| 1 | Kirsten Wild     | CWT    | en 7 h 56 min 21 s |
| 2 | Giorgia Bronzini | ITA    | + 4 s              |
| 3 | Kirsty Broun     | AUS    | + 21 s             |

## Classements finals

### Classement général
| #  | Coureuse         | Équipe | Temps              |
| -- | ---------------- | ------ | ------------------ |
| 1  | Kirsten Wild     | CWT    | en 7 h 56 min 21 s |
| 2  | Giorgia Bronzini | ITA    | + 4 s              |
| 3  | Kirsty Broun     | AUS    | + 21 s             |
| 4  | Ellen van Dijk   | TCW    | + 24 s             |
| 5  | Mirjam Melchers  | FLX    | + 31 s             |
| 6  | Suzanne de Goede | NUR    | + 32 s             |
| 7  | Martine Bras     | MSI    | + 33 s             |
| 8  | Loes Gunnewijk   | FLX    | + 33 s             |
| 9  | Marina Jaunatre  | FRA    | + 34 s             |
| 10 | Noemi Cantele    | BCT    | + 34 s             |

| # | Coureuse         | Équipe | Temps |
| - | ---------------- | ------ | ----- |
| 1 | Kirsten Wild     | CWT    | 93    |
| 2 | Giorgia Bronzini | ITA    | 85    |
| 3 | Suzanne de Goede | NUR    | 62    |
| 4 | Ellen van Dijk   | TCW    | 59    |
| 5 | Rochelle Gilmore | LBL    | 52    |

| # | Coureuse           | Équipe | Temps              |
| - | ------------------ | ------ | ------------------ |
| 1 | Ellen van Dijk     | TCW    | en 7 h 56 min 45 s |
| 2 | Suzanne de Goede   | NUR    | + 8 s              |
| 3 | Regina Bruins      | CWT    | + 30 s             |
| 4 | Monique van de Ree | LNL    | + 1 min 21 s       |
| 5 | Trine Schmidt      | FLX    | + 1 min 21 s       |

### Classement par équipes
| # | Équipe                 | Temps               |
| - | ---------------------- | ------------------- |
| 1 | Team Flexpoint         | en 23 h 50 min 45 s |
| 2 | Cervélo TestTeam Women | + 36 s              |
| 3 | Team Columbia Women    | + 1 min 43 s        |
| 4 | États-Unis             | + 3 min 02 s        |
| 5 | Bigla Cycling Team     | + 13 min 41 s       |

## Évolutions des classements
| Étape (Vainqueur)    | Classement général Maillot or | Classement par points Maillot argenté | Classement des jeunes Maillot bleu | Classement par équipes |
| -------------------- | ----------------------------- | ------------------------------------- | ---------------------------------- | ---------------------- |
| 1 (Giorgia Bronzini) | Giorgia Bronzini              | Kirsten Wild                          | Ellen van Dijk                     | Team Flexpoint         |
| 2 (Eva Lutz)         | Kirsten Wild                  | Kirsten Wild                          | Ellen van Dijk                     | Team Flexpoint         |
| 3 (Giorgia Bronzini) | Kirsten Wild                  | Kirsten Wild                          | Ellen van Dijk                     | Team Flexpoint         |
| Classement final     | Kirsten Wild                  | Kirsten Wild                          | Ellen van Dijk                     | Team Flexpoint         |